# Acraea polydectes
Acraea polydectes är en fjärilsart som beskrevs av Ward 1871. Acraea polydectes ingår i släktet Acraea och familjen praktfjärilar. Inga underarter finns listade i Catalogue of Life.